# 釧路市図書館
釧路市図書館は、釧路市にある公立図書館。

## 概要
釧路市中央図書館の他、4つの分館と1つの分室がある。中央図書館と5つの分館・分室を合わせて約70万冊（中央図書館は約45万冊）の収蔵能力を持つ。

### 統計
以下の情報は中央図書館と5つの分館・分室の合計。情報は2018年（平成30年）のもの。
- 蔵書数 - 585,714冊
- 利用者数 - 294,681人
- 貸出人数 - 177,428人
- 貸出数 - 722,203冊（CD貸出も含む）

## 釧路市中央図書館
釧路市中央図書館（くしろしちゅうおうとしょかん）は、北海道釧路市北大通10丁目に所在する公立図書館。

### 概要
2018年（平成30年）2月3日に生涯学習センター付近から、現在地である北大通10丁目の新釧路道銀ビルに移転した。館内に釧路文学館が設置されている。

### 開館時間・休館日
開館時間 - 午前9時30分から午後7時30分
休館日 - 毎週月曜日（祝日を除く）、毎月最終金曜日、年末年始（12月29日から1月3日）

### 統計
- 蔵書数 - 上記の『蔵書数』を参照
- 利用者数 - 上記の『来館者数』を参照
- 貸出人数 - 97,068人
- 貸出数 - 上記の『貸出数』を参照

## 分館・分室
釧路市西部地区図書館【分館】
- 北海道釧路市鳥取北8丁目3番10号（釧路市鳥取コミュニティセンター内）

釧路市東部地区図書館【分館】
- 北海道釧路市益浦1丁目20番20号（釧路市東部地区コミュニティセンター内）

釧路市中部地区図書館【分館】
- 北海道釧路市愛国191番地5511（釧路市中部地区コミュニティセンター内）

釧路市音別町ふれあい図書館【分館】
- 北海道釧路市音別町朝日2丁目81番地

釧路市阿寒町公民館図書室【分室】
- 北海道釧路市阿寒町中央2丁目4番1号

### 開館時間・休館日
開館時間
- 西部地区図書館、東部地区図書館、中部地区図書館 - 午前9時30分から午後7時30分
- 音別町ふれあい図書館 - 午前10時から午後6時
- 阿寒町公民館図書室 - 午前9時から午後5時

休館日
- 西部地区図書館、東部地区図書館、中部地区図書館 - 月曜日、毎月最終金曜日、年末年始（12月29日から1月3日）
- 音別町ふれあい図書館 - 月曜日、祝日、第3土曜日、第3日曜日、年末年始（12月29日から12月31日、1月2日、1月3日）
- 阿寒町公民館図書室 - 月曜日、祝日の翌日、年末年始（12月29日から12月31日、1月1日、1月3日）

### 統計
情報は2018年（平成30年）のもの。また、貸出数はCDの貸出も含む。
西部地区図書館（コア鳥取図書室）
- 蔵書数 - 58,924冊
- 利用者数 - 26,332人
- 貸出人数 - 25,338人
- 貸出数 - 105,495冊

東部地区図書館（コア大空図書室）
- 蔵書数 - 53,496冊
- 利用者数 - 17,846人
- 貸出人数 - 17,307人
- 貸出数 - 74,042冊

中部地区図書館（コアかがやき図書室）
- 蔵書数 - 58,242冊
- 利用者数 - 29,393人
- 貸出人数 - 28,829人
- 貸出数 - 124,677冊

音別町ふれあい図書館
- 蔵書数 - 31,895冊
- 利用者数 - 3,539人
- 貸出人数 - 3,252人
- 貸出数 - 11,001冊

阿寒町公民館図書室
- 蔵書数 - 53,712冊
- 利用者数 - 5,924人
- 貸出人数 - 5,634人
- 貸出数 - 31,053冊

## 歴史
1925年（大正14年）、摂政（後の昭和天皇）のご成婚を記念して「御成婚記念釧路市簡易図書館」が公民館内に開設。1950年（昭和25年）「市立釧路図書館」に改称。1973年（昭和48年）幣舞町に竣工。2018年（平成30年）現在の北大通に新築。